# Pedicularis pseudoatra
Pedicularis pseudoatra är en snyltrotsväxtart som beskrevs av Bonati. Pedicularis pseudoatra ingår i släktet spiror, och familjen snyltrotsväxter. Inga underarter finns listade i Catalogue of Life.